# Nido d'amore (film 1928)
Nido d'amore (Doomsday) è un film del 1928 diretto da Rowland V. Lee che si basa su Doomsday, romanzo di George Warwick Deeping pubblicato nel 1927 a Londra.

## Trama
Costretta dalle ristrettezze finanziare a scegliere un marito non seguendo i suggerimenti del cuore ma quelli della necessità, Mary Viner accetta di sposare il ricco Percival Fream, un proprietario terriero che ha chiesto la sua mano. In realtà, la giovane è innamorata di un altro suo corteggiatore, l'agricoltore Arnold Furze, al quale rinuncia per poter offrire le migliori cure al suo vecchio padre. Dopo il matrimonio, i due sposi lasciano il paese, restando lontani per un lungo anno. Quando Mary torna, è cambiata: l'esperienza le ha insegnato che il denaro non compera la felicità. Il matrimonio è in crisi e lei ottiene l'annullamento. Ora può sposare Furze e, con lui, va a vivere a Doomsday, la sua fattoria, che sarà, da quel momento in poi, il loro nido d'amore.

## Produzione
Il film fu prodotto dalla Paramount Pictures.

## Distribuzione
Il copyright del film, richiesto dalla LP25000, fu registrato il 18 febbraio 1928 con il numero LP25000.
Distribuito dalla Paramount Pictures con il titolo originale Doomsday, il film uscì nelle sale statunitensi il 18 febbraio 1928. In Italia, il film ottenne il visto di censura 25011 in data 30 giugno 1929; distribuito dalla Paramount, prese il titolo di Nido d'amore. In Portogallo, venne distribuito il 6 gennaio 1930 come Escrava por Amor.